# Josef Kopecký (automobilový závodník)
Josef Kopecký (* 20. srpna 1959 Rychnov nad Kněžnou) je bývalý český automobilový závodník a otec Jana Kopeckého.

## Kariéra
Josef Kopecký se převážně účastnil Závodů automobilů do vrchu, v nichž se v roce 1993 stal vicemistrem Evropy a v roce 1995 Mistrem Evropy ve skupině N. Opakovaně byl úspěšný též v zóně střední Evropy na okruzích, a Mistrem České republiky. Později se synem Janem založil tým Motorsport Kopecký. Se synem byli i soupeři a týmoví kolegové v seriálu Škoda Octavia Cup, ve kterém Josef zvítězil v letech 1998, 2000 a 2002, Jan zvítězil v roce 2001.
Během své kariéry vyzkoušel i rallye, i když dlouhodobě nesouhlasil se synovým přechodem k těmto závodům. V roce 2003 po Janově nehodě na Rallye Tatry mu automobilové soutěže zakázal, přesto o několik týdnů později Jan testoval s týmem Škoda Motorsport.
Připomenutí závodů Josefa Kopeckého s vozy Superturismo ve FIA Central European Superturismo naleznete zde:
https://www.iracingnews.cz/zavody-superturismo-aneb-cestaky-s-italskou-minulosti/
Kariéru ukončil kolem roku 2002 a začal se věnovat roli manažera syna Jana a celého týmu. Jeho i Janovým oblíbeným koníčkem je zahrádkářství.